# Alfred Grannas
Alfred Grannas (* 22. Dezember 1960 in Rosenheim) ist ein deutscher Diplomat. Er war von 2018 bis 2022 Botschafter in Norwegen und von 2022 bis 2025 Botschafter in Pakistan.

## Laufbahn
Grannas trat 1990 in den Auswärtigen Dienst ein.
Erste Verwendungen führten ihn unter anderem in die Botschaft Lima, an die Ständige Vertretung bei den Vereinten Nationen in New York und für die Vereinten Nationen in den Kosovo. Daneben war er auch eine Zeit lang im Büro des Hohen Repräsentanten für Bosnien-Herzegowina tätig. Nach einer Aufgabe als Leiter des Arbeitsstabs Strategie und Steuerung im Auswärtigen Amt brachten ihn die Jahre 2006 bis 2010 erstmals in die Botschaft Oslo (Norwegen).
In der Folge leitete er im Auswärtigen Amt den Arbeitsstab Humanitäre Hilfe. Im Mai 2012 wurde Grannas zum stellvertretenden Leiter der EU-Vertretung in Afghanistan ernannt. Er kehrte 2013 in das Auswärtige Amt in Berlin zurück und war dort zunächst Beauftragter für die Vereinten Nationen und internationale Ordnung und danach Beauftragter für Infrastruktur und Sicherheit.
Mitte 2018 wurde Grannas als Botschafter nach Oslo und im Jahr 2022 nach Islamabad entsandt. 2025 wurde er im Amt des Botschafters in Pakistan von Ina Lepel abgelöst.
Grannas ist seit 2001 mit einer Norwegerin verheiratet und hat einen Sohn.